# Philippe Schepens
Philippe Schepens, né le 10 novembre 1954 à Ostende, est un ancien joueur et entraîneur de football belge, surtout connu pour les neuf saisons qu'il passe au Cercle de Bruges, avec lequel il remporte la Coupe de Belgique 1985.

## Carrière
Philippe Schepens commence sa carrière à l'AS Ostende en 1972. À l'époque, le club évolue en Division 3 mais ses deux premières saisons dans le noyau A se soldent par autant de montées, amenant le club en première division en 1974. Lorsqu'il en est relégué en 1977, il est transféré par le Cercle de Bruges, et peut donc ainsi continuer à jouer au plus haut niveau national.
D'emblée, Philippe Schepens s'impose comme titulaire dans l'axe de la défense brugeoise, mais malgré de bonnes prestations, le Cercle est victime de son très mauvais début de saison et est renvoyé en deuxième division, la seconde relégation en deux ans pour le joueur. Il décide néanmoins de rester à Bruges pour ramener l'équipe en Division 1 le plus vite possible. C'est chose faite après un an, le Cercle remportant le titre de Division 2.
De retour parmi l'élite, Schepens conserve sa place de titulaire en défense, et participe activement au maintien du Cercle. En 1981, il remporte le trophée du « Pop Poll d'Echte », attribué au meilleur joueur de la saison élu par les supporters du Cercle de Bruges. À partir de 1984, il joue moins souvent, mais participe néanmoins à la finale de la Coupe de Belgique 1984-1985, remportée aux tirs au but par son équipe. La saison suivante, il découvre la Coupe d'Europe, dont le Cercle est éliminé dès le premier tour. En fin de saison, il décide de prendre sa retraite sportive.
Après sa carrière, Philippe Schepens se reconvertit comme entraîneur. Il prend en charge les espoirs du KV Ostende, club issu de la fusion en 1981 de son premier club, l'AS Ostende, avec le VG Ostende. Il dirige ensuite le Gold Star Middelkerke et le KV Eendracht Aalter, deux clubs évoluant dans les séries provinciales.

## Palmarès
- Vainqueur de la Coupe de Belgique en 1985 avec le Cercle de Bruges
- Champion de Division 2 en 1979 avec le Cercle de Bruges
- Lauréat du Pop-Poll d'Echte en 1981

## Statistiques
Seules ses statistiques lors des saisons qu'il joue au Cercle de Bruges sont connues

| Saison                | Club                  | Championnat           | Championnat | Championnat | Coupe(s) nationale(s) | Coupe(s) nationale(s) | Compétition(s) continentale(s) | Compétition(s) continentale(s) | Compétition(s) continentale(s) | Total | Total |
| Saison                | Club                  | Division              | M.          | B.          | M.                    | B.                    | Comp.                          | M.                             | B.                             | M.    | B.    |
| 1977-1978             | Cercle Bruges KSV     | Division 1            | 27          | 0           | 2                     | 0                     | -                              | -                              | -                              | 29    | 0     |
| 1978-1979             | Cercle Bruges KSV     | Division 2            | 30          | 0           | 1                     | 0                     | -                              | -                              | -                              | 31    | 0     |
| 1979-1980             | Cercle Bruges KSV     | Division 1            | 33          | 0           | 4                     | 0                     | -                              | -                              | -                              | 37    | 0     |
| 1980-1981             | Cercle Bruges KSV     | Division 1            | 28          | 2           | 2                     | 0                     | -                              | -                              | -                              | 30    | 2     |
| 1981-1982             | Cercle Bruges KSV     | Division 1            | 29          | 1           | 3                     | 0                     | -                              | -                              | -                              | 32    | 1     |
| 1982-1983             | Cercle Bruges KSV     | Division 1            | 28          | 2           | 2                     | 0                     | -                              | -                              | -                              | 30    | 2     |
| 1983-1984             | Cercle Bruges KSV     | Division 1            | 27          | 0           | 0                     | 0                     | -                              | -                              | -                              | 27    | 0     |
| 1984-1985             | Cercle Bruges KSV     | Division 1            | 14          | 0           | 7                     | 0                     | -                              | -                              | -                              | 21    | 0     |
| 1985-1986             | Cercle Bruges KSV     | Division 1            | 14          | 0           | 3                     | 0                     | C2                             | 2                              | 0                              | 19    | 0     |
| Sous-total            | Sous-total            | Sous-total            | 230         | 5           | 24                    | 0                     | -                              | 2                              | 0                              | 256   | 5     |
| Total sur la carrière | Total sur la carrière | Total sur la carrière | 230         | 5           | 24                    | 0                     | -                              | 2                              | 0                              | 256   | 5     |

### Sources et liens externes
- (nl) Fiche du joueur sur Cercle Museum